# MV Mefküre

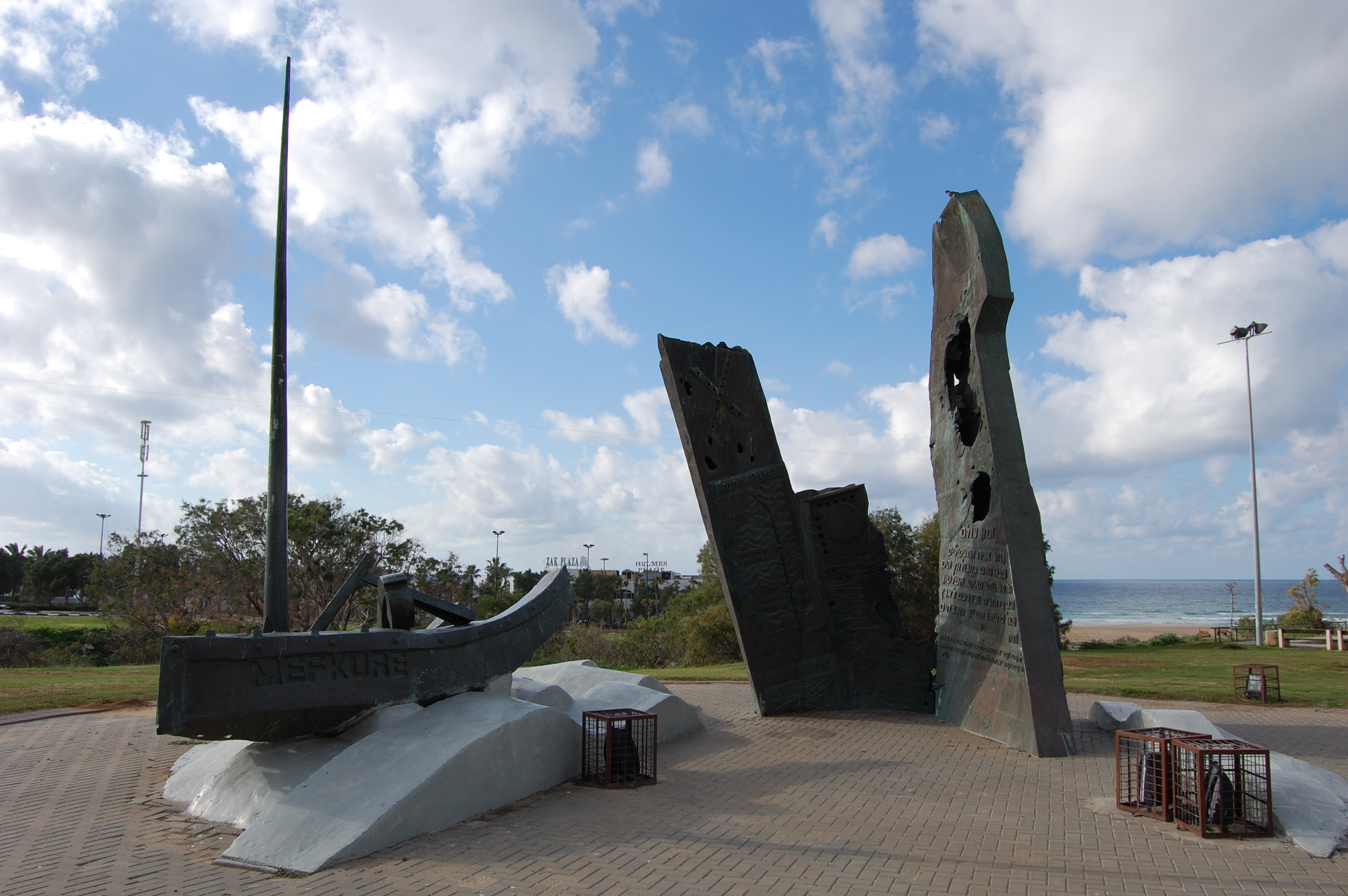
Monumentul din Așdod în memoria celor morți în scufundarea navelor Struma și Mefküre.

MV Mefküre a fost o goeletă, care, împreună cu Morino și Bulbul, a făcut parte dintr-un convoi de trei nave, cu scopul de a transporta grupuri mari de evrei care emigrau din România sub regimul lui Antonescu, spre Palestina.
Vasul Mefküre de 53 tdw, era de origine turcească, construit în 1929 și destinat transportului de marfă. A fost achiziționat de organizațiile evreiești care s-au ocupat în timpul războiului cu salvarea evreilor din Europa și a fost destinat împreună cu vasele Bulbul și Morino, să asigure evacuarea din România a circa 1000 de evrei, majoritatea din Romania și o parte din Ungaria și Polonia.
Cele trei vase au plecat din portul Constanța în 3 august 1944. Morino și Bulbul au reușit să ajungă la Istanbul în Turcia, unde  li s-a permis debarcarea și călătoria în continuare spre Palestina. Mefküre a fost interceptat de submarinul german „U-215” care l-a atacat prin foc de artilerie și l-a scufundat. Doar 5 din cei peste 300 de pasageri și 6 marinari au reusit să se salveze, ajungand înot la unul din celelalte două vase.
După unele surse germane, submarinul ar fi aparținut de flota sovietică și ar fi avut misiunea din partea britanicilor să împiedice plecarea evreilor către Palestina. După alte surse, tot germane, submarinele sovietice au avut misiunea de a împiedica orice circulație de nave între România și Turcia.
Cecertările de după război din documente ale armatei germane datate din august 1944, au rezultat clar că unitățile navale germane au avut ordin de a urmări vasul Mefküre și de a-l scufunda, pentru că pe acest vas se aflau, în afară de refugiații evrei, și câțiva ofițeri din armata poloneză, nominalizați în ordin.
Potrivit unor surse, punctul de scufundare se află la 41° 57' lat. N și 28° 47' long. E, la adâncimea de aproximativ 1700 metri.
Există memoriale pentru cei uciși la bordul Mefküre la cimitirul evreiesc din Șoseaua Giurgiului din sudul Bucureștiului, precum și la Așdod, în Israel.